# Natalya Karmazin

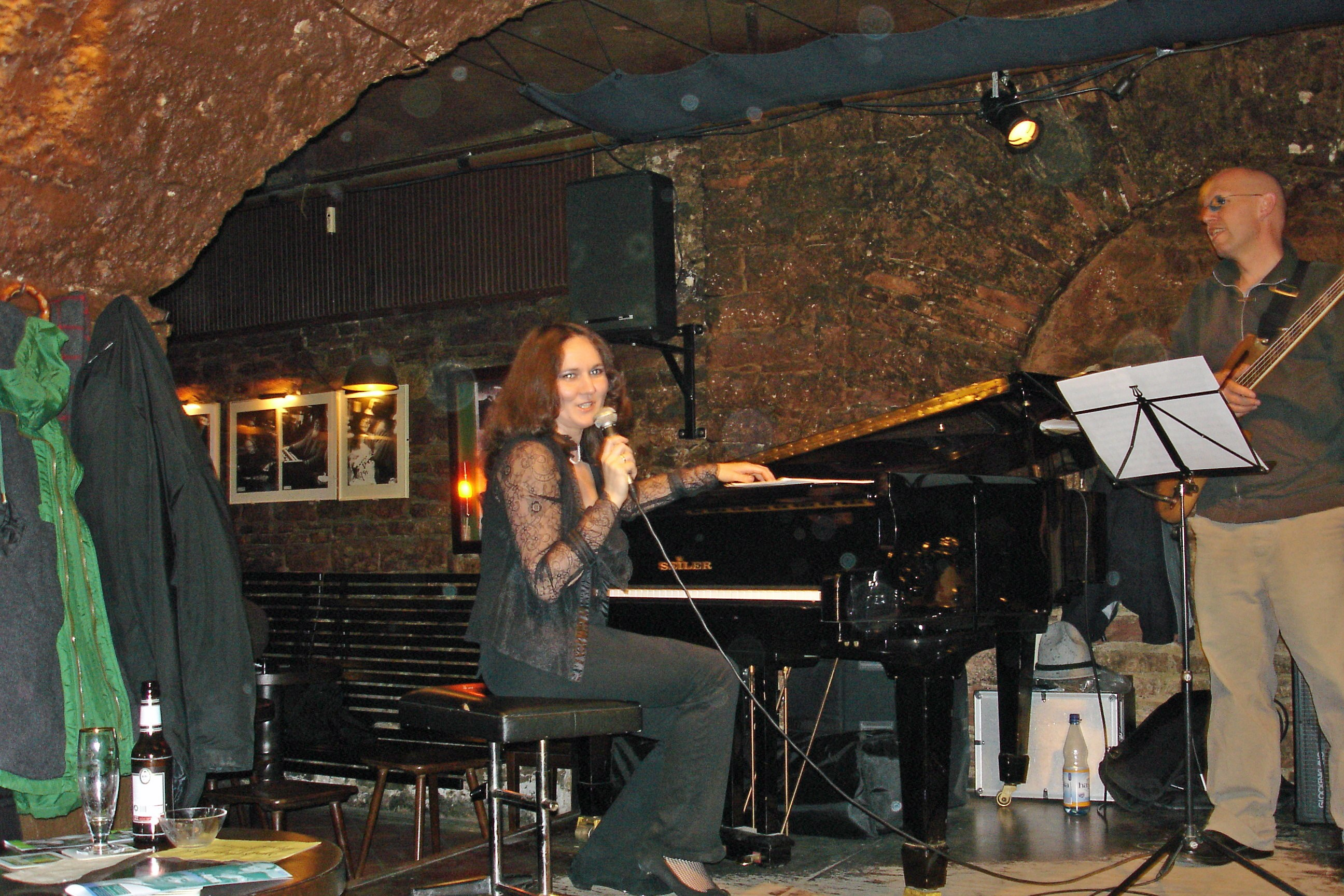
Natalya Karmazin (Mitte) mit Thomas Heidepriem (2007)

Natalya Karmazin (ukrainisch Наталя Кармазін, Natalja Karmasin; * 1976 in Chmilnyk, Ukrainische SSR) ist eine ukrainische Jazzmusikerin (Piano, Komposition).

## Leben und Wirken
Karmazin erhielt ab dem Alter von sieben Jahren klassischen Klavierunterricht, dem eine Ausbildung an einer Musikschule und danach an einer Musikfachschule folgte. Von 1995 bis 2000 studierte sie an der Musikhochschule Lemberg bei Oleg Krystalsky. Ab 2002 studierte sie aufbauend im Studiengang Jazz- und Popularmusik der Hochschule für Musik und Darstellende Kunst Frankfurt am Main, den sie 2006 erfolgreich absolvierte, und ein Studium bei Richie Beirach an der Musikhochschule Leipzig.
2004 gründete sie ihr International-Jazz-Trio, mit dem sie regelmäßig Konzerte gibt, u. a. im Jazzkeller Frankfurt. Als Gast von Volker Rebell in der hr3-Sendung hin&weg-clubtour improvisierte sie zu Stummfilmen. 2006 entstand ihr Natalya Karmazin Modern Jazz Quintett, mit dem sie in Deutschland und in der Ukraine konzertierte und 2009 am Deutschen Jazzfestival teilnahm sowie sowohl im selben Jahr als auch 2019 das Arbeitsstipendium Jazz der Stadt Frankfurt erhielt. Mit ihrer Karma Jazz Group veröffentlichte sie 2011 bei Laika Records das Album Birth of Indigo, das eigene Kompositionen von ihr enthält. Auch leitet sie ein Swingtett, gehört zur Frankfurt Klezmer Band und bildet ein Duo mit der Sängerin Amra Mothes.

## Diskographie
- Karma Jazz Group Birth of Indigo (Laika 2011, mit Evgeny Ring, Daniel Guggenheim, Christoph Rücker, Martin Standke)